# Діна Тайтус
Алиік (Еліс) Констянтина «Діна» Тайтус (грец. Αλίκη Κωνσταντίνα «Ντίνα» Τάιτους, англ. Alice Costandina «Dina» Titus; род. 23 травня 1950, Томасвілл, Джорджія, США) — американська політична діячка, демократка, членкиня Сенату штату Невада від 7-го виборчого округу (1988-2008), член Палати представників США від 3-го (2009-2011) і 1-го (з 2013 року) виборчих округів штату Невада. Будучи сенаторкою, в 1993-2008 роках очолювала фракцію меншості. У 1977-2011 роках, до обрання в Конгрес США, викладала в Невадського університеті в Лас-Вегасі, маючи статус емерита-професора політології.

## Біографія

### Ранні роки
Народилася 23 травня 1950 року в Томасвілл (Джорджія, США) в сім'ї Джо і Бетті Тайтус. Виросла в місті Тіфтон.
Прапрадід Діни з боку батька, Джеймс Сьюард, був членом Демократичної партії й служив в Конгресі США (1853-1859) і Сенаті штату Джорджія (1860-1864). Її батько був членом місцевої міської ради, був начальником департаментів будівництва і безпеки Тіфтон і Хендерсона. Дядько Діни, Тео Тайтус, будучи членом Республіканської партії, протягом багатьох років служив у Генеральній асамблеї штату Джорджія.
Предки по лінії матері — греки з Фессалії (Греція). У 1911 році Артур Константінос Катоніс, дід Діни, в честь якого вона отримала своє ім'я (Костянтина), прибув на острів Елліс (США). У Тіфтон він тримав ресторан «Plaza». Оскільки поблизу не було церкви й грецької школи, Константінос сам навчав внучку рахувати й писати грецькою мовою, а також знайомив з грецькою кухнею. У 1980 році вона вперше відвідала Грецію, де зустрілася зі своїми родичами в Афінах і Трикале.
Будучи ученицею середньої школи, захоплювалася чирлідингом і чечіткою.
У 1970 році закінчила коледж Вільгельма і Марії зі ступенем бакалавра гуманітарних наук в галузі політології.
У 1973 році здобула ступінь магістра гуманітарних наук в Університеті Джорджії.
У 1976 році закінчила Університет штату Флорида, здобувши ступінь доктора філософії.

## Академічна кар’єра
Протягом року працювала в Університеті Північного Техасу в Дентоні, після чого переїхала в Неваду.
У 1977-2011 роках викладала на факультеті політології Невадського університету в Лас-Вегасі, де Тайтус створила і до цього дня продовжує координувати програму стажування в області законодавства, яка надає можливість групі студентів працювати в легіслатурі штату Невада (Карсон-Сіті).
За понад 30-річну викладацьку кар'єру отримала безліч нагород і премій.
У 1988-2008 роках була членкинею Сенату штату Невада, представляючи 7-й виборчий округ.
Тайтус є авторкою ряду законопроєктів, зокрема одного, згідно з яким від медичних страхових компаній потрібно покриття витрат на вакцину проти вірусу папіломи людини Гардасил, яка запобігає раку шийки матки. Законопроєкт був прийнятий як Сенатом, так і Асамблеєю, а також підписаний губернатором штату Джимом Гіббонсом.

## Законодавча діяльність
Внесла щонайменше 60 законопроєктів.
Є співавторкою законопроєкту H.R. 236, який закликає до захисту релігійної свободи Вселенського патріархату Константинополя, а також H.R. 486, в якому від Колишньої Югославської Республіки Македонія (КЮРМ) потрібна участь в дусі доброї волі в переговорах з Грецією для вирішення спору про її іменування (див. Також Македонське питання).

## Участь у комітетах
• Комітет з питань транспорту й інфраструктури (2009-2011; 2013 наст. Час)
• Підкомітет з авіації
• Підкомітет з питань економічного розвитку, будівель громадського призначення та управління надзвичайними ситуаціями
• Підкомітет з питань магістралей і перевезень
• Підкомітет з питань водних ресурсів і навколишнього середовища
• Комітет у справах ветеранів
• Підкомітет з питань допомоги по інвалідності й похоронного забезпечення (найстаріший член з фракції меншості)
• Підкомітет з питань економічних можливостей

### В минулому
• Комітет з питань освіти й праці (2009-2011)
• Комітет з питань внутрішньої безпеки (2009-2011)

### Участь в кокусах
• Кокус по грецькому питанню 
• Кокус з питань об'єднаних організацій обслуговування
• Кокус з питань захисту тварин
• Кокус з міжштатної автомагістралі I-11
• Тайванський кокус
• Кокус з питань рівності для ЛГБТ-людей
• Американо-греко-ізраїльський союз
У квітні 2009 року Діна Тайтус вдруге була названа «Видатним демократом року», у зв'язку з чим отримала вітальний лист від Президента США Барака Обами.

## Участь у розв'язанні грецьких питань
Діна Тайтус підтримує тісні контакти з представниками грецької діаспори по всьому світу.
Будучи членкинею легіслатури штату Невада, Тайтус висувала резолюції по освячення нової грецької церкви в Лас-Вегасі й про вирішення спору про іменування КЮРМ на користь Греції, за що була відзначена Панмакедонською асоціацією Америки.
У 2009 році стала лауреаткою Нагороди Перикла від Американо-грецької ради. Також була відзначена Міжнародним координаційним комітетом «Справедливість для Кіпру» (PSEKA), що проходила у Вашингтоні 26-й щорічній конференції кіпрських і грецьких лідерів.
У 2012 році Тайтус була відзначена організацією «Дочки Пенелопи», що є однією зі структур Американо-грецької прогресивної просвітницької спілки, в діяльності якої вона бере участь. Крім того, відвідує церкву Святого Іоанна Хрестителя в Лас-Вегасі, а також складається в функціонуючої при Грецької Православної Архієпископії Америки філантропічної організації «Жіноча громада милосердя», що має 475 відділень по всьому США.
Будучи членкинею Конгресу США, Тайтус складається в грецькому Кокус і висловлює рішучу підтримку зусиль щодо забезпечення захисту Вселенського патріархату Константинополя, возз'єднання Кіпру (див. Кіпрський конфлікт) і підтримці недоторканності назви Македонії та її символів як грецької спадщини в недозволених конфліктах з КЮРМ по найменуванню останньої.
У червні 2009 року Тайтус представляла Президента США Барака Обаму на відкритті нового музею Акрополя в Афінах, де вона також зустрілася з грецькими лідерами для обговорення американо-грецьких відносин. У листопаді цього ж року познайомилася з Вселенським Патріархом Варфоломієм I під час його візиту до Вашингтона.
Тайтус встановила міцні контакти з посольствами Греції й Кіпру, що послужило зміцненню та розширенню співробітництва між Афінами, Нікосією і Вашингтоном.
У 2015 році, спільно зі своїми колегами по Конгресу і грецькому Кокусу Ніки Цонгас і Джоном Сарбейнза, направила лист Бараку Обамі, в якому автори підкреслювали важливість ролі США для Греції, закликали Президента Сполучених Штатів залишатися на її стороні й використовувати свій вплив, де це можливо, для забезпечення розвитку економіки Греції.

## Політичні позиції

### Ядерна проблематика
Є авторкою високо оцінених книг «Bombs In The Backyard: Atomic Testing And American Politics» і «Battle Born: Federal-State Relations in Nevada during the Twentieth Century». Тайтус має міжнародну популярність як експертка в питаннях історії й політики, що стосуються проблем ядерної енергетики, озброєння і відходів.

### Репродуктивні права
У 2014 році Діна Тайтус отримала максимальну оцінку від некомерційної організації Planned Parenthood, що надає послуги з охорони репродуктивного здоров'я як в США, так і у світовому масштабі, за свою позицію проти загальнонаціональної заборони на аборт після 20 тижня вагітності та сприяння отриманню доступу до абортів в окрузі Колумбія.

## Особисте життя
Одружена з Томасом К. Райтом, відставним професором Невадського університету в Лас-Вегасі, фахівцем в області історії Латинської Америки й автором ряду відзначених нагородами книг, присвячених, головним чином, тем політичних посилань і прав людини. Хобі пари є подорожі світом.
Молодша сестра Діни Тайтус, Ро Гадсон, з 2002 року є професором спеціальної педагогіки й однією з членів-засновників Коледжу штату Невада в Гендерсоні.